# Beleg van Gerona
Het Beleg van Gerona vond plaats tussen 24 juli en 16 augustus 1808 tijdens de Spaanse Onafhankelijkheidsoorlog. Om de stad heen lag het keizerlijke Franse leger onder leiding van Guillaume Philibert Duhesme. Het Spaanse garnizoen werd aangevoerd door kolonel O'Donovan.

## Beleg
In juni had Duhesme al een poging gewaagd de stad in te nemen, maar hij slaagde daar toen niet in. Toen hij eenmaal teruggetrokken was in Barcelona en bericht ontving dat generaal Honoré Charles Reille onderweg was ondernam hij een tweede poging om de stad Gerona in te nemen. Tijdens de bestormingen lukte het niet de stad in te nemen en ging hij over tot het uithongeren van de stad. Halverwege juni werd het Franse leger aangevallen door een Spaans leger onder leiding van Caldagues. Hierop moest Duhesme het beleg staken en zichzelf terugtrekken naar Barcelona.
Het keizerlijke leger kwam ontmoedigd aan in Barcelona, zonder hun artillerie. Ondertussen had Napoleon Bonaparte een nieuw leger verzameld, ditmaal onder leiding van Laurent de Gouvion Saint-Cyr, om Duhesme terzijde te staan.